# .gy
.gy је највиши Интернет домен државних кодова (ccTLD) за Гвајану. Администрацијом овог домена, као и домена .gd, .kn и .pr, бави се Универзитет Порто Рика